# جون روس (سياسي أسترالي، مواليد 1891)
جون روس (بالإنجليزية: John Ross)‏ هو سياسي أسترالي، ولد في 1 سبتمبر 1891 في Holbrook, New South Wales ‏ في أستراليا، وتوفي بنفس المكان في 5 أكتوبر 1973. انتخب عضو الجمعية التشريعية لنيو ساوث ويلز عن دائرة Electoral district of Albury ‏ (8 أكتوبر 1927 – 18 سبتمبر 1930).